# (13748) Radaly
(13748) Radaly est un astéroïde de la ceinture principale.

## Description
(13748) Radaly est un astéroïde de la ceinture principale. Il fut découvert le 25 septembre 1998 à Kitt Peak par le projet Spacewatch. Il présente une orbite caractérisée par un demi-grand axe de 3,09 UA, une excentricité de 0,11 et une inclinaison de 2,7° par rapport à l'écliptique.

## Compléments